# プロポーズ作戦
『プロポーズ作戦』（プロポーズさくせん）は、1965年9月6日から1966年4月25日まで日本テレビ系列で放送されていたよみうりテレビ製作の恋愛バラエティ番組である。ハウス食品工業（現・ハウス食品）の一社提供。全33回。放送時間は毎週月曜 19:00 - 19:30（日本標準時）。

## 概要
視聴者参加型の公開番組。各回のゲストスターに憧れる4人の出場者たちが、プロポーズと関係ある言葉を入れた替え歌や台詞やパントマイムでスターに対する愛の形を表現し、その心を射止めようと競いあう模様を放送。優勝者にはスター本人から「オデコにキス」のプレゼントがあり、さらに賞金3万円と国内空港アベック券も贈られた。
放送第1回では「前夜祭」と題し、芸能人のみによる放送を行った。この回ではコロムビア・ローズがメインゲストとなり、茶川一郎、白木みのる、中田ダイマル・ラケット、ミスワカサ・島ひろし、秋田Aスケ・Bスケが出場。さらに村田英雄、新川二郎、東ひかりが歌を披露した。
番組は半年あまりで終わったが、これ以後は関西のテレビ局を中心に各局が恋愛バラエティ番組の製作に取り組むようになり、ヒット作も生まれていった。なお、1973年に朝日放送がスタートさせた恋愛バラエティ番組『プロポーズ大作戦』とはタイトルが似ているが、内容は別物である。

## 出演者

### 司会
- 大辻伺郎 - 初代司会者。
- 牟田悌三 - 2代目司会者。1965年12月から出演。

### 審査員
- 今東光 - 審査委員長。
- 勝新太郎
- 中村玉緒
- 花菱アチャコ
- 三保敬太郎

## 放送局
- よみうりテレビ（製作局）：月曜 19:00 - 19:30[3]
- 日本テレビ：月曜 19:00 - 19:30
- 青森放送（1965年9月13日開始）：月曜 19:00 - 19:30[4]
- 秋田放送（1965年9月13日開始）：月曜 19:00 - 19:30[4]
- 山形放送（1965年9月13日開始）：月曜 19:00 - 19:30[4]
- 北日本放送：月曜 19:00 - 19:30[5]
- 四国放送：月曜 19:00 - 19:30[3]